# Magnald de Toul
Magnald ou Magnaud est le vingtième évêque de Toul.
Cet évêque succède à Ermenthée et obtient les villages de Gironcourt et de Corniéville qu'il donna au diocèse. Il est mort sous le règne du roi Childebert IV (695-711) et est inhumé à l'abbaye Saint-Èvre. L'évêque Dodo lui succède.